# Ziggy Stardust (piosenka)
Ziggy Stardust – ballada rockowa napisana i nagrana przez Davida Bowiego w roku 1971 na potrzeby albumu The Rise and Fall of Ziggy Stardust and the Spiders from Mars, który wydano w czerwcu 1972 roku. Nazwisko Stardust zainspirowane zostało przez amerykańskiego outsidera artystycznego Legendary Stardust Cowboy.

## Popularność
Piosenka znalazła się na pozycji 282. zestawienia 500. utworów wszech czasów amerykańskiego czasopisma Rolling Stone.

## Wypowiedzi
Bowie powiedział niegdyś na łamach magazynu Rolling Stone:

W ogóle nie byłem zdziwiony tym, że „Ziggy Stardust” otworzył mi drzwi do kariery. Spakowałem zupełnie wiarygodną, sztuczną gwiazdę rocka.”

## Nawiązania do utworu
- Piosenkę można usłyszeć w komedii przygodowej produkcji USA – Podwodne życie ze Steve’em Zissou (2004)[6].
- Utwór pojawił się w amerykańskiej komedii romantycznej Dziewczyna moich koszmarów (2007)[7].
- W filmie sci-fi Kronika można usłyszeć kompozycję „Ziggy Stardust” (2012)[8].

## Inne wersje
- 1980 – Nina Hagen (na żywo dla szwedzkiej telewizji)[9]
- 1996 – Def Leppard (singiel; nagrany w 1995 r.)[10]
- 2010 – keyboardzista formacji Guns N’ Roses – Dizzy Reed – zagrał podczas trasy promującej ich płytę Chinese Democracy instrumental „Ziggyego Stardusta”, który poprzedził utwór „Street of Dreams”[11].